# جون يونسن
جون يونسن (بالنرويجية: John Johnsen) (و. 1892 – 1984 م) هو سباح نرويجي، ولد في أوسلو، شارك في الألعاب الأولمبية الصيفية 1912، توفي عن عمر يناهز 92 عاماً.

## روابط خارجية
- جون يونسن على موقع أوليمبيديا (الإنجليزية)